# Ноотропы
Ноотропы, они же нейрометаболические стимуляторы — лекарственные средства с недоказанной эффективностью.
Утверждается, что ноотропы способны стимулировать умственную деятельность, активизировать когнитивные функции, улучшать память и увеличивать способность к обучению. Предполагается, что ноотропы увеличивают устойчивость мозга к разнообразным вредным воздействиям, таким как чрезмерные нагрузки или гипоксия. Наличие у ноотропов терапевтического эффекта не доказано, в США и Западной Европе они не применяются.
Термин «ноотропный» составлен из греч. νους — разум и τροπή — "ворочу", "перемешиваю", "изменяю". Его ввели в 1972 году для описания влияния на сенситивно-когнитивную сферу эффектов пирацетама. Позже похожие эффекты были замечены и у других веществ или комплексах веществ. В англоязычной научной литературе их часто называют "умные лекарства"  / "smart drugs".

## Описание
Ноотропы не имеют самостоятельного класса в международной классификации лекарственных средств и объединены с психостимуляторами в выделенную фармакотерапевтическую группу с АТХ-кодом N06ВХ.

## История
В 1964 году бельгийскими фармакологами Corneliu Giurgea и V. Skondia был синтезирован первый препарат этой группы — пирацетам, ныне известный в основном под коммерческим названием "ноотропил".
В 1972 году C. Giurgea был предложен термин ноотропы для обозначения группы препаратов, которые, как предполагается, улучшают интеллектуальную память, внимание, обучение и имеют характерное стимулирующее влияние на вызванный транскаллозальный потенциал, не оказывая, в отличие от психостимуляторов, отрицательного влияния на организм.
Действие большинства ноотропов проявляется не сразу после первого приёма, как это наблюдается у психостимуляторов, а при длительном лечении.
Ныне синтезировано более десяти оригинальных ноотропных препаратов пирролидинового ряда, находящихся в фазе III клинических испытаний или уже зарегистрированных в ряде стран; среди них оксирацетам, анирацетам, этирацетам, прамирацетам, дупрацетам, ролзирацетам, цебрацетам, нефирацетам, изацетам, детирацетам. Эти ноотропные препараты получили общее название рацетамы.
Кроме этого, синтезированы и другие семейства ноотропных препаратов, включающие холинергические, ГАМКергические, глутаматергические, пептидергические.
Ноотропный компонент действия присутствует и у других классов препаратов, имеющих различное химическое происхождение.

## Действие
Ныне основными механизмами действия ноотропных средств считаются влияние на метаболические и биоэнергетические процессы в нервной клетке и взаимодействие с нейромедиаторными системами мозга. Доказано, что ноотропы активируют аденилатциклазу, повышают её концентрацию в нейроне. Повышенный уровень серотонина (каскадом мало изученных на сегодня внутриклеточных реакций) через выделения цАМФ внутри сенсорного нейрона ведёт к ускоренному высвобождению медиатора (глутамата) из сенсорного нейрона. Помимо этого, активированная аденилатциклаза поддерживает стабильность выработки в клетке АТФ без участия кислорода, а в условиях гипоксии переводит метаболизм мозга в оптимально сохраняемый режим.
Эффект ряда ноотропных средств, возможно, опосредуется через нейромедиаторные системы головного мозга, среди которых наиважнейшие:
- моноаминергическая;
- холинергическая — фенотропил;
- глутаматергическая (мемантин и глицин воздействуют через NMDA-рецепторы).

Декларируемые повышение кортико-субкортикального контроля, улучшение информационного обмена в мозге, позитивное воздействие на формирование и воспроизведение памятного следа позволяют фармкомпаниям утверждать, что эти «лекарства» приводят к улучшению памяти, восприятия, внимания, мышления, повышению способности к обучению, активации интеллектуальных функций. Заявляемая, но неподтверждённая, способность улучшать познавательные (когнитивные) функции дала основание нарекать препараты ноотропного ряда «стимуляторами познания».

## Доказательства эффективности
Ноотропные препараты не имеют показаний к применению, одобренных FDA (Управление по контролю над продуктами и лекарствами США), ввиду отсутствия объективных свидетельств их эффективности (за исключением корковой миоклонической эпилепсии).
Далее приводится краткая выдержка об имеющихся доказательствах эффективности некоторых препаратов из данной группы, публикуемая на основании текста пособия по фармакотерапии для врачей и хирургов Лекарственные средства, подготовленного МЗСР РФ с позиций доказательной медицины, и изданного ГЭОТАР-Медиа.
Винпоцетин (международное название: Vinpocetinum; коммерческие названия, под которым преперат известен в России: Винпоцетин, Кавинтон).
Резюме и дополнительные сведения:
- Не представлен в фармакопее США.
- 27 клинических испытаний с 1985 г.

Примечание: Все перечисленные показания к применению препарата имеют степень доказанности* не выше «С» (в основном «D»).
Гопантеновая кислота (международное название: Acidum hopantenicum; коммерческие названия, под которым преперат известен в России: Гопантам, Кальция гопантенат, Пантогам,Пантокальцин).
Резюме и дополнительные сведения:
- Доказательные сведения об эффективности и безопасности в Кокрейновской базе данных и других источниках доказательной информации отсутствуют.
- Не представлен в фармакопее США.
- 1 клиническое испытание с 1988 г.

Примечание: Ни для одного из перечисленных показаний к применению не указана степень доказанности*.
Никотиноил гамма-аминомасляная кислота (международное название: Acidum nocotiniyl-gamma-aminobutyricum; коммерческие названия, под которым преперат известен в России: Пикамилон).
Резюме и дополнительные сведения:
- Не представлен в фармакопее США.
- Клинические испытания в базах данных Кокрейновской библиотеки** отсутствуют.

Примечание: Ни для одного из перечисленных показаний к применению не указана степень доказанности*.
Пирацетам (международное название: Piracetamum; коммерческие названия, под которыми препарат известен в России: Пирацетам, Луцетам, Ноотропил).
Резюме и дополнительные сведения:
- Проведённые к настоящему времени систематические обзоры результатов имеющихся клинических исследований не подтвердили эффективность пирацетама. Необходимы дальнейшие исследования.
- Не представлен в Фармакопее США.
- 333 клинических испытания с 1972 г.

Фенибут (международное название: Phenybutum; коммерческие названия, под которыми препарат известен в России: Фенибут).
Резюме и дополнительные сведения:
- Не представлен в фармакопеях Великобритании и США.
- 2 клинических испытания с 1997 г.

Примечание: Ни для одного из перечисленных показаний к применению не указана степень доказанности*.
Фенотропил (Международные патентованные названия: Фенотропил, Phenotropil, Phenotropilum). МНН: (4RS)-фенилоксопирролидинилацетамид, (4RS)-phenyloxopyrrolidinylacetamide, (4RS)-phenyloxopyrrolidinylacetamidum).
Резюме и дополнительные сведения:
- Патентованное лекарственное средство, субстанция и готовые лекарственные формы производятся в России.
- Не представлено в Фармакопее США
- Клинические испытания не зарегистрированы в Кокрейновской базе данных**.

Примечание: Степень доказательности к применению — результаты доклинических и клинических исследований.
Церебролизин (международное название: Cerebrolysinum; коммерческие названия, под которыми препарат известен в России: Церебролизин).
Резюме и дополнительные сведения:
- Доказательных сведений об эффективности при большинстве показаний к настоящему времени нет.
- Не представлен в Фармакопее США и в АТХ-классификации.
- 53 клинических испытания с 1976 г.

Циннаризин (международное название: Cinnarizinum; коммерческие названия, под которыми препарат известен в России: Циннаризин; Стугерон).
Резюме и дополнительные сведения:
- Не представлен в фармакопее США.
- 137 клинических испытаний с 1966 г.

Этилметилгидроксипиридина сукцинат (международное название: (A)ethylmethylhydroxypyridini succinas; коммерческие названия, под которыми препарат известен в России: Мексидант, Мексидол, Мексикор).
Резюме и дополнительные сведения:
- Не представлен в фармакопее США.
- Нет убедительных свидетельств, подтверждающих клиническую эффективность препарата.
- Клинические исследования не зарегистрированы в Кокрейновской базе данных**.

Пояснения:
- *Существует 4 (иногда говорят о 5) уровня, или степени, доказанности: от А («золотой стандарт» — это означает высокую достоверность утверждений об эффективности в отношении тех показаний, которые указаны для данного лекарства/вмешательства) до D(E) — утверждение основано на мнении экспертов; клинические исследования отсутствуют.
- **Кокрейновская библиотека, или база данных, — публикуемые регулярно независимые сводные данные об эффективности в медицине и хирургии того или иного вмешательства или лекарства.

### Эффективность для профилактики инсульта
Эффективность ноотропов для профилактики и лечения инсультов подвергается обоснованным сомнениям, так как их применение не подтверждено методами доказательной медицины и не входит в стандарты профилактики и лечения острых нарушений мозгового кровообращения.

## Клиническое применение ноотропов
Первоначально ноотропы использовались в основном при лечении нарушений функций головного мозга у пожилых пациентов с органическим мозговым синдромом. В последние годы, в основном странах третьего мира, что, возможно, связано с неразвитостью регулирующих регистрацию и оборот лекарственных средств государственных организаций, их стали широко применять в разных областях медицины и хирургии, в том числе в гериатрической, акушерской и педиатрической практике, неврологии, психиатрии и наркологии.
Ноотропные средства применяются в России при следующих состояниях:
- деменции различного генеза (сосудистой, сенильной, при болезни Альцгеймера),
- хронической цереброваскулярной недостаточности,
- психоорганическом синдроме,
- при последствиях нарушения мозгового кровообращения, черепно-мозговой травмы,
- интоксикации,
- нейроинфекции,
- интеллектуально-мнестических расстройствах (нарушение памяти, концентрации внимания, мышления), астеническом, астено-депрессивном и депрессивном синдроме,
- невротическом и неврозоподобном расстройстве,
- вегетососудистой дистонии,
- хроническом алкоголизме (энцефалопатия, психоорганический синдром, абстиненция),
- а также для улучшения умственной работоспособности.

Детская практика в развивающихся странах (особенно широко в России) не избежала участи взрослой медицины. В педиатрии показаниями к назначению ноотропов являются
- задержка психического и речевого развития,
- умственная отсталость,
- последствия перинатального поражения ЦНС,
- детский церебральный паралич,
- синдром дефицита внимания.

Некоторые ноотропы используют для коррекции нейролептического синдрома (деанола ацеглумат, пиритинол, пантогам, гопантеновая кислота), заикания (фенибут, пантогам), гиперкинезов (фенибут, гопантеновая кислота, мемантин), расстройств мочеиспускания (никотиноил-ГАМК, пантогам), нарушений сна (глицин, фенибут, кальция гамма-гидроксибутират), мигрени (никотиноил-ГАМК, пиритинол, Семакс), головокружения (пирацетам, фенибут, гинкго билоба) для профилактики укачивания (фенибут, ГАМК). В офтальмологии (в составе комплексной терапии) применяют никотиноил-ГАМК (открытоугольная глаукома, сосудистые заболевания сетчатки и жёлтого пятна), гинкго билоба (старческая дегенерация жёлтого пятна, диабетическая ретинопатия).

## Классификация
Ныне используется классификация ноотропов по их химическому составу.
- Производные пирролидона: пирацетам, этирацетам, анирацетам, оксирацетам, прамирацетам, дупрацетам, ролзирацетам и др.
- Производные диафенилпирролидона: фенотропил.
- Производные диметиламиноэтанола (предшественники ацетилхолина): деанола ацеглумат, меклофеноксат.
- Производные пиридоксина: пиритинол, биотредин.
- Производные и аналоги ГАМК: гамма-аминомасляная кислота (аминалон), никотиноил-ГАМК (пикамилон), гамма-амино-бета-фенилмасляной кислоты гидрохлорид (фенибут), гопантеновая кислота, кальция гамма-гидроксибутират (натрия оксибутират).
- Нейропептиды и их аналоги: ноопепт, семакс, селанк.
- Аминокислоты и вещества, влияющие на систему возбуждающих аминокислот: глицин, биотредин.
- Производные 2-меркантобензимидазола: этилтиобензимидазола гидробромид (бемитил).
- Витаминоподобные средства: идебенон.
- Полипептиды и органические композиты: кортексин, церебролизин, церебрамин.
- Вещества других фармакологических групп с компонентом ноотропного действия:
  - нейромодуляторы: фенотропил;
  - корректоры нарушений мозгового кровообращения: ницерголин, винпоцетин, ксантинола никотинат, винкамин, нафтидрофурил, циннаризин;
  - общетонизирующие средства и адаптогены: ацетиламиноянтарная кислота, экстракт женьшеня, мелатонин, лецитин.
  - психостимуляторы: сульбутиамин;
  - антигипоксанты и антиоксиданты: этилметилгидроксипиридина сукцинат (мексидол);
  - ацефен и его производные.

Признаки ноотропной активности присутствуют в фармакодинамике глутаминовой кислоты, мемантина и левокарнитина.
Кроме того, в эксперименте показано ноотропное действие ряда нейропептидов и их синтетических аналогов (АКТГ и его фрагменты, соматостатин, вазопрессин, окситоцин, тиролиберин, меланостатин, холецистокинин, нейропептид Y, субстанция Р, ангиотензин II, холецистокинин−8, пептидные аналоги пирацетама и др.).

## Известные ноотропы
- Ампакины
- производные пирролидона
  - Пирацетам («Ноотропил»)
  - Анирацетам
  - Оксирацетам
  - Прамирацетам
- производные диафенилпирролидона
  - Фенотропил
- производные ГАМК и ГОМК:
  - Пикамилон
  - Фенибут
  - Гопантеновая кислота («Пантогам», «Пантокальцин»)
- Пиритинол
- Меклофеноксат (Centrophenoxine, Lucidril)
- Винпоцетин
- Ergoloid mesylates (Hydergine)
  - Ницерголин, производное эрголоида
- Нейропептиды и их аналоги:
  - Ноопепт
  - Семакс (синтетический аналог фрагмента адренокортикотропного гормона (АКТГ4-10))
  - Селанк (синтетический аналог тафтсина)
  - Вазопрессин (антидиуретический гормон)
  - Десмопрессин (DDAVP), синтетический аналог вазопрессина
  - Глицин
- Milacemide

Оригинальные отечественные разработки, имеющиеся в аптечной сети:
- Фенотропил
- Винпотропил
- Адамантилбромфениламин (Бромантан, Ладастен)
- Ноопепт
- Семакс
- Селанк
- Аминалон

Витамины и витаминоподобные вещества, обладающие выраженным ноотропным эффектом:
- Acetyl-L-Carnitine[англ.] (ALCAR)
- Холин с витамином B5
- НАДН
- Витамин C
- Кофермент Q
- Сульбутиамин

Растительное сырье, обладающее ноотропным эффектом:
- Гинкго — увеличивает кровяной поток к конечностям и головному мозгу
- Withania somnifera (ashwagandha) — тоник, нормализующий обменные процессы
- Bacopa monnieri — успокоительное и тоник, который поддерживает электрохимические процессы в мозге
- Melissa officinalis (lemon balm)
- Элеутерококк (сибирский женьшень) — тоник и адаптоген, который нормализует состояние при стрессах, увеличивает умственные способности
- Celastrus paniculatus
- Gotu kola
- Sutherlandia frutescens

Аминокислоты и их производные:
- фенилаланин
- тирозин
- глицин
- ацетил-аминоянтарная кислота

Комбинированные средства, содержащие несколько веществ с ноотропной активностью. Например, пирацетам с циннаризином, пирацетам с гинкго, гинкго с различными сочетаниями трав, пирацетам с гамма-аминомасляной кислотой, пирацетам с тиотриазолином, пирацетам с диазепамом, винпоцетин с пирацетамом, сальбутиамин с НАДН, и др.
Следует помнить и о возможностях потенцирования не только положительных эффектов при применении комбинированной терапии, но и усилении побочных явлений.

## Побочные эффекты
Хотя ноотропы считаются, пожалуй, самым безопасным классом психофармакологических средств, тем не менее они могут вызывать серьёзные осложнения. Например, потенциальный риск, возникающий при приеме циннаризина, — развитие синдрома лекарственного паркинсонизма, особенно у пожилых пациентов.
Одним из наиболее часто встречающихся в практике побочных эффектов являются бессонница, тревога и раздражительность.
Применение ноотропных лекарственных средств больным, страдающим тяжёлыми формами психических расстройств (БАР, шизофрения), может вызвать их обострение.
Лечение нарушений сна данной группой лекарств возможно только при "дефицитарной" причине его возникновения.

## Особые указания
Во время лечения следует соблюдать осторожность при управлении транспортными средствами и работе с машинами и оборудованием.

Очень важно помнить, что данная статья не заменяет обязательной консультации врача при применении данных и других препаратов.